# Capo-Erê
Capo-Erê é um distrito do município de Erechim, no Rio Grande do Sul. O distrito possui cerca de 1 400 habitantes e está situado na região sul do município.